# Витомир Пушоњић
Витомир Пушоњић (Врбово, 27. јуна 1946 — Београд, 15. октобра 2024) био је српски писац сатиричне поезије и прозе.

## Биографија
Витомир Пушоњић је рођен 27. јуна 1946. године у селу Врбову код Пријепоља, као десети, најмлађи син Милована и Божане Пушоњић.
Године 1973. дипломирао је српскохрватски језик и југословенску књижевност на Филолошком факултету у Београду.
Прву сатиричну причу објавио је 1968. у Ошишаном јежу, с којим сарађује наредних неколико година. Његови текстови  читани су и на студентском радио програму Индекс 202.
Од 1973. до 1978. радио је као гимназијски професор у Рудом. Због сатиричних прилога објављиваних у пријепољском листу Полимље пада у немилост локалних власти, те се преселио у Ариље. Године 1980. завршава роман Болесник нашег времена који београдски издавачи оцењују неприкладним и који ће изаћи тек четрдесет година касније. „Реформом“ школа у „шуварице“ постаје „технолошки вишак“ због чега 1981. прелази у Београд, где се запошљава као ноћни чувар, временом поставши кадровски референт. Oсамдесетих објављује у Јежу, Осмици, Репортеру, Политици.
Био је члан уредништва електронског часописа Српски лист, а велики број друштвено-политичких написа објавио је на сајтовима Српска политика, Нови стандард и другим.

### Књигe
- ВРЕМЕ СПЛАЧИНА / ШТА ЧЕКАЈУ МАЈМУНИ, сатирична поезија и проза, 2002
- ИЗ-РАЂАЊЕ СРБИЈЕ, сатирична поезија и проза, 2007
- ЂЕ ТИ ЈЕ ТО ВРБОВО, завичајне поеме, 2009
- БОЛЕСНИК НАШЕГ ВРЕМЕНА, роман, 2020
- ЗАТУРЕНА ИСКУСТВА, приче и сведочанства, 2023